# Liste von Bergen oder Erhebungen in Mauretanien
Dies ist eine Liste von Bergen oder Erhebungen in Mauretanien:
| Höhe  | Name             | Region        | Koordinate            | Bemerkung            |
| ----- | ---------------- | ------------- | --------------------- | -------------------- |
| 915 m | Kediet Ijill     | Tiris Zemmour | 22° 39′ N, 012° 33′ W | Höchster Berg        |
| 820 m | Teniaggoûri      | Adrar         | 20° 37′ N, 012° 45′ W | Bergkette            |
| 781 m | Höhe 781         | Adrar         | 20° 28′ N, 012° 56′ W | Tafelberg (namenlos) |
| 770 m | Zarga            | Adrar         | 20° 21′ N, 012° 44′ W | Bergkette            |
| 750 m | Höhe 750         | Adrar         | 20° 24′ N, 012° 50′ W | Tafelberg (namenlos) |
| 703 m | Et Toûmiyât      | Adrar         | 20° 24′ N, 012° 47′ W |                      |
| 690 m | Agrour Amogjar   | Adrar         | 20° 32′ N, 012° 47′ W | Felsmalereien        |
| 690 m | Goûr Amogjâr     | Adrar         | 20° 38′ N, 012° 43′ W |                      |
| 637 m | Ntâkât           | Assaba        | 16° 54′ N, 011° 42′ W |                      |
| 635 m | Guelb Ben ’Amîra | Adrar         | 21° 13′ N, 013° 40′ W |                      |
| 598 m | Tarf Neïtiri     | Adrar         | 21° 16′ N, 011° 55′ W |                      |
| 582 m | Tijjem           | Adrar         | 20° 14′ N, 013° 09′ W |                      |
| 574 m | Gleïb Dbak       | Tiris Zemmour | 23° 13′ N, 011° 55′ W |                      |
| 540 m | Tarf Ntouiouiz   | Adrar         | 21° 04′ N, 011° 35′ W |                      |
| 537 m | Limhed           | Adrar         | 17° 58′ N, 011° 37′ W |                      |